# 国鉄DD41形ディーゼル機関車

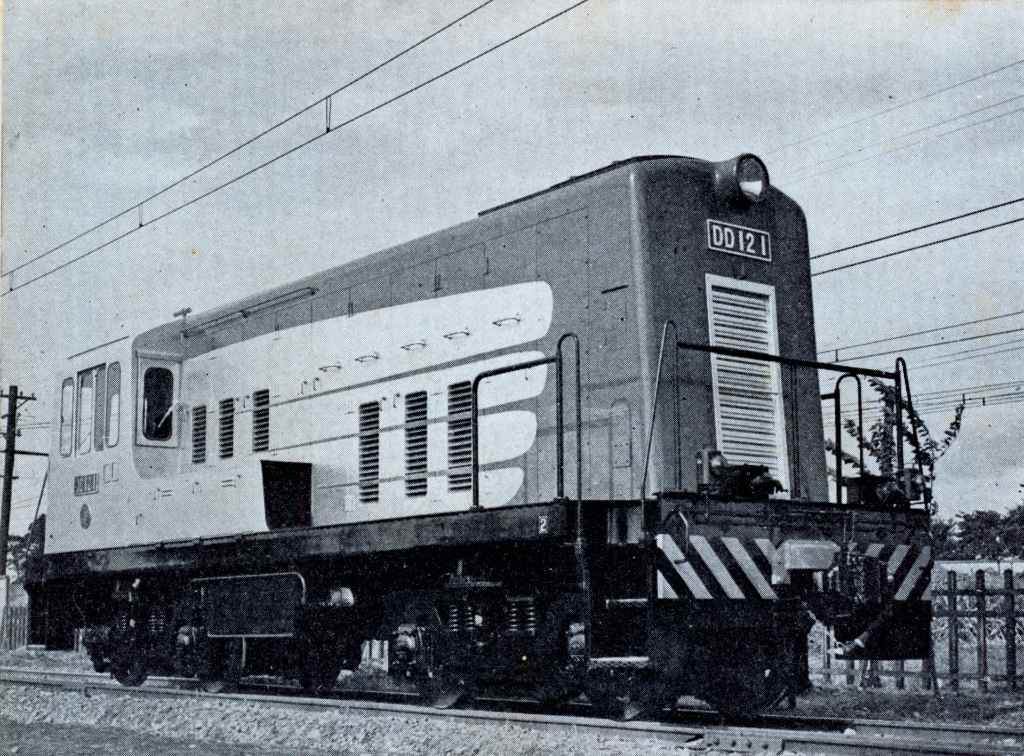
ECAFE（国連アジア極東経済委員会）鉄道展覧会にて展示中のDD41形
（DD12 1は製造時に東芝が付番した形式）

DD41形ディーゼル機関車（DD41がたディーゼルきかんしゃ）は、かつて日本国有鉄道（国鉄）で試用された電気式ディーゼル機関車である。

## 製造の背景
戦後、国鉄がディーゼル機関車の開発を模索していたころ、日本国内の車両メーカーは国鉄および日本国外への売り込みをはかるべく、独自の機関車を設計・試作した。これらの機関車は、合計9形式が国鉄に借り入れられ、当初は40番台、のちには90番台の形式を与えられて試用された。一部の形式は国鉄が正式に購入した。
それらの試作機関車のうち、入換用として製造されたのが、本形式である。

## 構造
試作期間を短縮するため、エンジンはアメリカのクーパー・ベッセマー社 (Cooper Bessemer) と東芝の技術提携により製造された定格出力660馬力の水冷直列6気筒ディーゼル機関、FWL-6T形を採用。動力伝達方式は電気式を採用した。地方での利用を考えて軸距を短くしたためコンパクトな外観を有し、価格を低減するために台車や電動機部分には溶接構造を採用している。
車体形状は非常に背の高いボンネットの一端に運転台をもつエンドキャブ形のフード・ユニットであり、ゼネラル・エレクトリック製の47 - 60トン級スイッチャーのようなアメリカ風の外観である。
塗色にも特色があり、落成当初はアイボリー地にボンネットの上部から端面にかけて赤を配し、端面から伸びた赤いヒゲで側面のアイボリー部分は鳥の翼とも、人の手ともいえるようなパターンとなっていた。同じ塗り分けで、地色が銀の時期もあったようである。国鉄購入後は国鉄標準色のぶどう色2号（端梁部は黄色と黒縞の警戒色）となり、新標準色の設定に伴い、朱色4号の地色に側面中程がねずみ色1号の太帯、キャブ端面の塗り分けは金太郎塗りとなった。

## 製造
1954年（昭和29年）に東芝で製造された。電気部分はアメリカのゼネラル・エレクトリックとの提携である。

## 運用
大宮機関区に配置され、大宮駅構内で入換に使用された。1958年（昭和33年）に国鉄が購入し、同時にDD90形と改称された。その後は他に転属することなく大宮操車場で入換作業に従事していたが、輸入部品ばかりで保守に難があることから休車になりがちで、1971年（昭和46年）3月に廃車となった。

## 主要諸元
- 全長：11,274mm
- 全幅：2,800mm
- 全高：3,861mm
- 運転整備重量：59.5t
- 機関：クーパー・ベッセマー製FWL6T形直列6気筒ディーゼル機関1基（ボア×ストローク＝228.6 mm×266.7 mm）
- 軸配置：Bo-Bo
- 出力：660 ps / 1,000 rpm
- 動力伝達方式：電気式
- 主発電機出力：410 kW / DC284 V
- 主電動機
  - 出力：1基あたり90 kW / DC235 V、計4基搭載
  - 歯車比：13:84 = 1:6.46
- 最大運転速度：85 km/h[2]